# Francisque Sarcey
Pour les articles homonymes, voir Sarcey.
Francisque Sarcey est un critique dramatique et journaliste français né le 8 octobre 1827 à Dourdan et mort le 16 mai 1899 à Paris.

## Biographie
Déclaré à l'état civil sous l'unique prénom de François, il est issu d'un milieu modeste. Son père, Jean-Benoist Sarcey, est le onzième enfant d'une famille de canuts lyonnais. Maître d'étude à l'institution Massin, rue des Minimes à Paris, avant de tenir son propre pensionnat à Dourdan, il le revend pour devenir greffier du tribunal de commerce de Dourdan, ville dont il est également conseiller municipal et adjoint au maire. Sa mère, Odile Constance de Brunelles Serbonnes, est fille de marquis selon Sarcey.
Son père rêve d'en faire un grand musicien et lui fait donner de nombreuses leçons de musique pendant son enfance. Vivant à Dourdan, il y croise souvent Roustam Raza, le mamelouk de l'Empereur  qu'il décrit comme étant « taillé en hercule ».
C'est grâce aux relations paternelles qu'il est accepté à la pension Massin  et peut faire son externat au lycée Charlemagne. Il y rencontre Edmond About, qui demeurera son grand ami.
En 1848, il entre à l'École normale supérieure où il est condisciple d'Edmond About, d'Hippolyte Taine, d'Alfred Assollant et de Lucien-Anatole Prévost-Paradol. En cette période révolutionnaire qui voit la fin du régime de Louis-Philippe, il est très marqué par Voltaire et l'esprit du XVIIIe siècle.
À sa sortie de l'École en 1851, il devient professeur de lettres à Chaumont. Hostile au régime impérial, il se montre à plusieurs reprises impertinent envers sa hiérarchie. Lorsque le ministre de l'Instruction publique, Hippolyte Fortoul, décide d'interdire aux professeurs le port de la barbe parce qu'il y voit un signe d'anarchie, Sarcey envoie à son recteur une lettre si ironique que celui-ci la fait parvenir au ministre. Le jeune professeur se retrouve aussitôt muté à Lesneven (Finistère), dans un établissement où la plupart des enseignants sont des prêtres (On attribue à Francisque Sarcey cette citation : « Les paysans bretons sont si arriérés qu'ils attribuent à la lune une influence sur les marées », alors qu'Aristote, puis Galilée et Newton présentaient déjà, sans encore arriver à le prouver, l'influence de la lune et du soleil sur les marées,). Comme les choses s'y passent bien et qu'il demande à y rester, il est envoyé à Rodez, puis à Grenoble.
Présenté par About, il donne son premier article dans Le Figaro du 1er janvier 1857, puis démissionne de l'enseignement et s'installe à Paris en 1858. En 1860, il devient critique dramatique au journal L'Opinion nationale tout en collaborant à d'autres publications. En 1867, il entre au journal Le Temps, toujours comme critique dramatique. Chaque lundi, il critique les pièces de la semaine ou donne une analyse d'art dramatique. Il y tiendra son feuilleton pendant 32 ans, jusqu'au 8 mai 1899, huit jours avant sa mort.
De 1868 à 1871, il collabore presque quotidiennement au Gaulois. Ses articles, parfois vifs, donnent lieu à des polémiques et lui valent même un duel avec Clément Duvernois. Enrôlé dans la garde nationale durant le siège de Paris, il tire de cette expérience un livre de souvenirs.
Pendant la Commune, il publie une brochure hebdomadaire, Le Drapeau tricolore. Il y écrit une série d'articles anti-communards dans lesquels il se résout à ce qu'on doive fusiller « 80 000 gredins » pour sauver l'ordre républicain et la démocratie, s'en prend violemment à Jules Vallès, « rongé de ce double cancer de la haine et de la fainéantise », et même à Victor Hugo, « le manitou de la Commune ».
Il quitte Le Gaulois en 1871, lorsque ce journal devient bonapartiste pour entrer au XIXe siècle, un journal fondé en 1871 par About, qui milite pour une république modérée et contre la réaction. Il y entreprend de vives campagnes contre la magistrature, l'administration et surtout le cléricalisme, qui lui valent des procès et des condamnations.
Pendant l'affaire Dreyfus, il rejoint la Ligue de la patrie française, ligue anti-dreyfusarde modérée,. Il y côtoie les peintres Edgar Degas et Auguste Renoir, les poètes José-Maria de Heredia et Pierre Louÿs, le compositeur Vincent d'Indy, etc.

## Le personnage

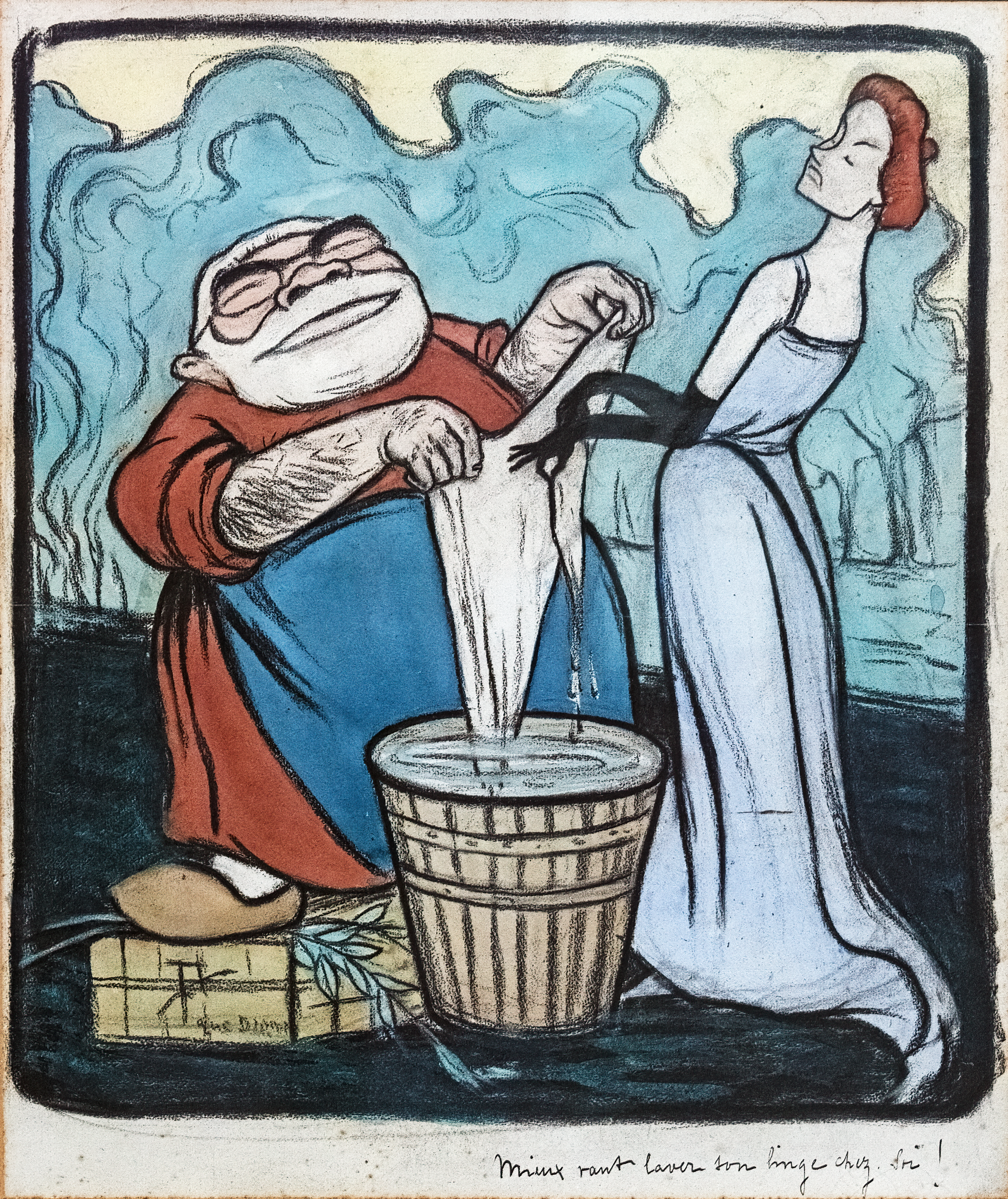
Francisque Sarcey et Yvette Guilbert, caricature de Leonetto Cappiello, 1898.

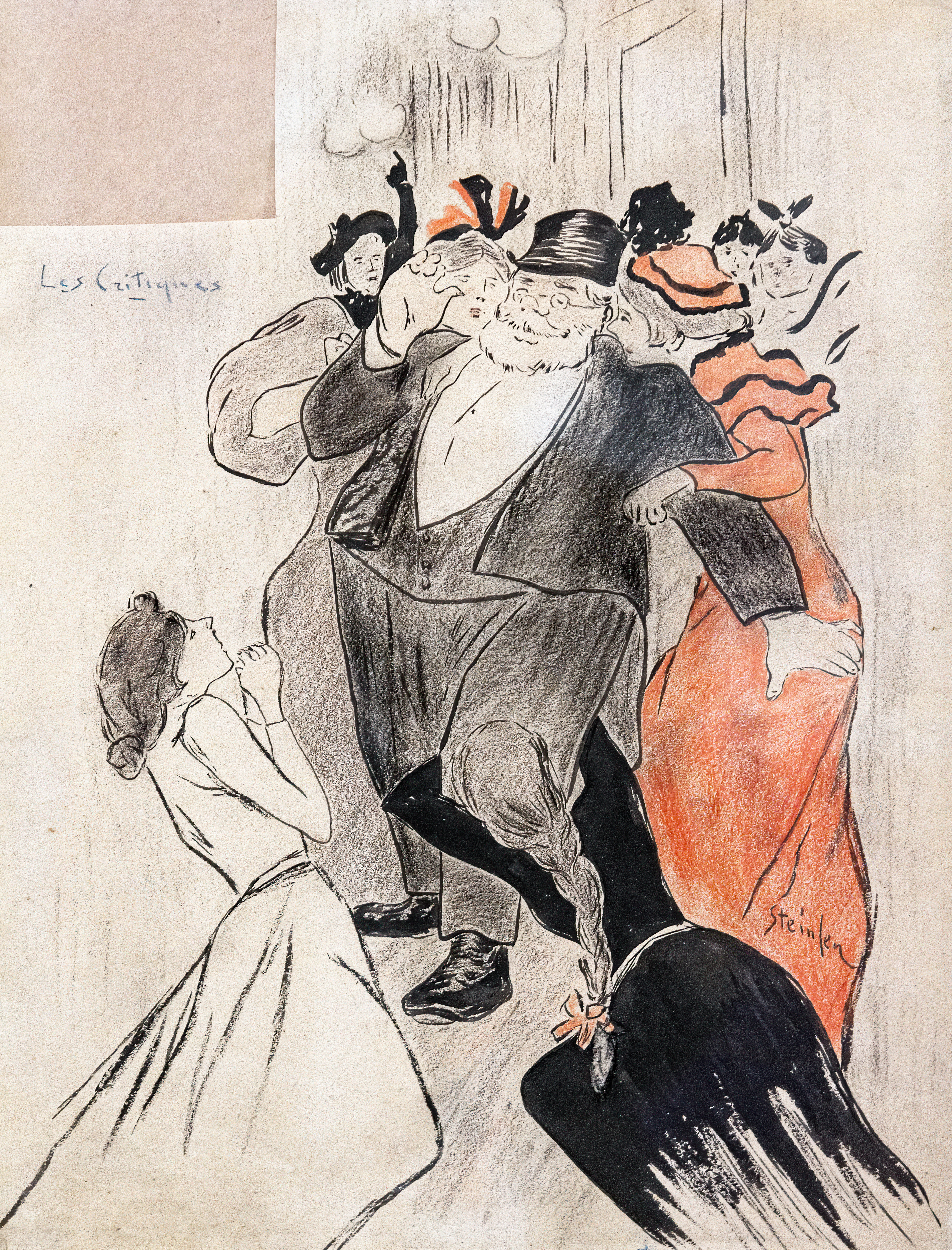
Caricature de Théophile Alexandre Steinlen.

Sa longue carrière de journaliste et surtout de critique dramatique dans un des journaux les plus lus de l'époque en a fait de son vivant une figure célèbre. Il a donné de nombreuses conférences, non seulement à Paris, mais aussi en province, en Belgique, et même aux Pays-Bas et en Angleterre. Incarnation du bourgeois obtus avec son goût revendiqué pour le « gros bon sens » (ses articles pour Le Figaro s'intitulaient « Grain de bon sens »), son mépris de l'intellectualisme, son style simple et enjoué (négligé, disaient ses détracteurs), sa bonhomie et son physique très enveloppé, il a été abondamment pastiché par Alphonse Allais qui prétendait être le seul, avec lui, à avoir le droit de signer des articles Francisque Sarcey et le mettait en scène dans ses contes pour lui faire dire des énormités ; par mimétisme et amitié chatnoiresque, en 1898, Franc-Nohain s'amuse à signer « Francisque Sarcey » la préface de son volume Flûtes. On l'a caricaturé dans les journaux, une pièce l'a mis en scène, et les étudiants ont plusieurs fois promené son effigie ventripotente sur les chars du Carnaval de Paris. On le voit ainsi figuré par une personne caricaturalement costumée dans le cortège de la Mi-Carême 1898 :

« La cavalcade s'est terminée sous le même ciel gris qui avait présidé à son départ. Certains ont voulu voir en ce temps boudeur la cause de l'absence de gaieté. La cause était tout autre. Cherchez Zola et Dreyfus ? 
C'était à tel point l'opinion du public, que le malheureux Sarcey, enfermé dans une cage dorée, meublée de pyramides de légumes, a été pris pour Zola à l'île du Diable. »

Les légumes font allusion au végétarisme de Sarcey. Et à la fin du cortège, quand le grand Bœuf Gras en carton qui a pris part au défilé est brulé par les étudiants : 

« Le cortège s'est disloqué place du Panthéon. Le bœuf gras en carton a été retiré de sa marmite, imbibé de pétrole (et) brûlé. Autour une ronde énorme. Sarcey trop gros pour danser se tape sur le ventre en cadence. »

Il prenait ces moqueries avec bonne humeur, et même avec complaisance pour celles qui venaient de ses voisins (il habitait rue de Douai) du Chat Noir, déclarant : « J'ai des neveux qui ont beaucoup d'humour. »
Il était surnommé « l'oncle » et sa bonhomie était si légendaire qu'un de ses détracteurs, Georges Darien, a dédié « à Francisque Sarcey, ami de l'ordre et bon homme » une pièce, L'Ami de l'ordre, qui se déroule pendant la répression versaillaise de la Commune.
Il n'a pas demandé la Légion d'honneur, a décliné les offres de l'Académie française et a voulu qu'on fît graver sur sa tombe cette modeste épitaphe : « Ci-gît Sarcey, professeur et journaliste ».
Avec Edmond About et Henry Bauër, il possède en 1880 une des premières villas de la station balnéaire de Malo-les-Bains à l'est de Dunkerque.

## Le critique

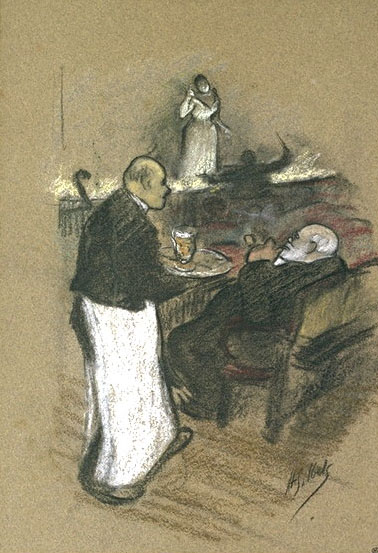
Henri-Gabriel Ibels, Francisque Sarcey au café-concert (vers 1890), Paris, musée du Louvre.

Il devait sa célébrité à la place éminente qu'il occupait dans la critique dramatique. En effet, son opinion était capitale pour le succès des pièces. Émile Zola écrit de lui dans un article hostile : « Dès qu’il entre [dans un théâtre], un murmure court de loge en loge. On se penche pour l’apercevoir, les maris le montrent à leur femme, des jeunes filles le contemplent. […] Les chuchotements sont longs à apaiser : « Sarcey ! Sarcey !… Où donc ?… Tenez, ce gros là-bas qui manque d'écraser une dame. » […] S’il applaudit, la fortune de l’œuvre est faite ; s’il baille, tout est perdu. »
Selon Jules Lemaître, Francisque Sarcey avait une esthétique complète de l'art dramatique : il pensait que le théâtre était un genre particulier, avec des règles à respecter, et que les pièces étaient faites pour être jouées devant un public nombreux et non pour une élite. D'où une vision assez conventionnelle, avec des « scènes à faire », qui l'a rendu hostile à un théâtre moderne auquel il se vantait de ne rien comprendre (Ibsen, Maeterlinck) et en a fait la tête de turcs des auteurs novateurs, tenants du symbolisme, du théâtre d'Antoine et de Lugné-Poe, qui l'ont attaqué avec violence, Octave Mirbeau allant jusqu'à qualifier son bon sens de « caca » et le théâtre ancien, celui de Labiche, de Scribe, de Dumas fils et de Sardou, de « sarceyforme ». Jules Renard écrivait à sa mort : « Sarcey me renseignait à mon goût sur le théâtre. Si j'allais à l'étranger, je serais heureux qu'on m'indiquât, non pas les hôtels de premier ordre, mais un hôtel moyen et confortable. Pour cela, je m'adresserai au Sarcey des voyageurs, s'il existe. »
Sarcey pensait qu'il y avait peu de chefs-d'œuvre, mais que chaque époque avait son goût fugace. Il s'agit donc pour le critique d’analyser ce goût sans le mépriser, et d'apprécier ces œuvres légères et qui ne dureront pas mais qui plaisent. « Le succès est la règle de la critique. Ce n’est pas du tout qu’il prouve pour moi le mérite absolu de la pièce ; mais il montre évidemment qu’entre l’œuvre représentée et le goût actuel du public, il y a de certains rapports secrets qu’il est curieux de découvrir. Je les cherche. Je dis la vérité du jour, car j’écris dans un journal. […] Il est clair que, dans dix années, et plus tôt peut-être, mon jugement sera faux ; mais les raisons sur lesquelles je l’ai appuyé sont encore justes. Il est vrai que personne alors ne s’en souciera : pièces et feuilletons seront tombés dans le plus profond oubli. »
Sa pruderie lui attira les foudres du journal Gil Blas (d'Auguste Dumont), avec qui il eut une querelle. Sarcey était soutenu par les journaux Le Figaro (notamment Albert Wolff et Albéric Magnard) et La Vérité tandis que le Gil Blas, qualifié de pornographe par les précédents, comptait parmi ses défenseurs Zola et Maupassant.

## «L'oncle»
On dit souvent que c'est Rodolphe Salis, le directeur du cabaret Le Chat noir qui l'avait baptisé « l'oncle ». Pourtant, Edmond About l'appelait déjà ainsi en 1860 dans une lettre qu'il lui adressait, et alors qu'il était professeur à Grenoble, il avait lui-même écrit une pièce en un acte intitulée Bonjour mon oncle !. Encore plus tôt, dans une lettre de 1856 ou 1857, il écrit : « Je resterai le vieux garçon de la famille ; je serai l’Oncle traditionnel, le coffre-fort donné par la nature. »

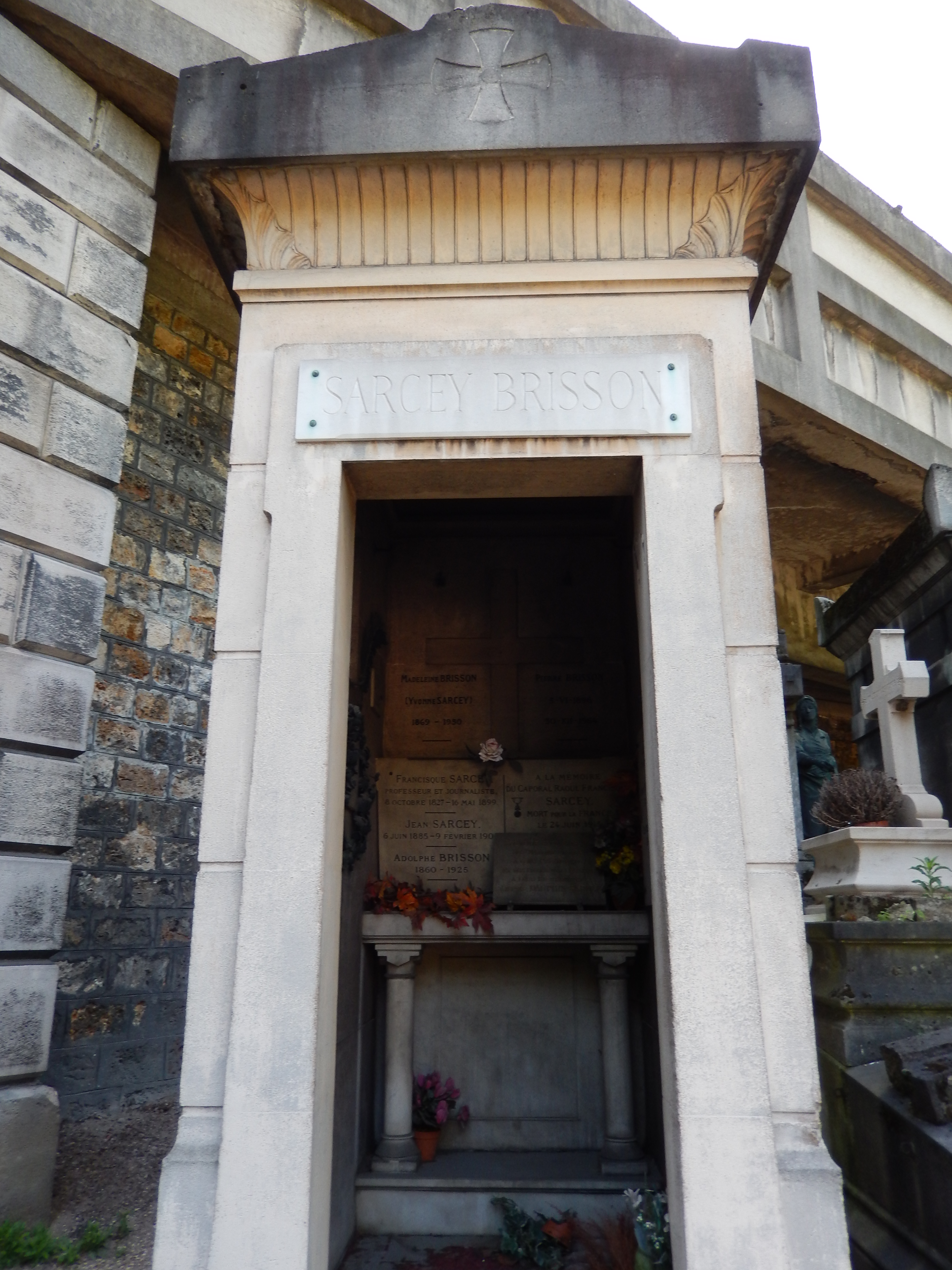
Tombe de Francisque Sarcey, Paris, cimetière de Montmartre (division 2).

Sa fille Madeleine, connue sous le prénom d'Yvonne, née en 1869, épousa en 1889 le critique dramatique Adolphe Brisson et collabora à la revue Les Annales politiques et littéraires créée par son beau-père Jules Brisson pour son fils, lui-même père de Pierre Brisson qui, après la direction des Annales, prit la direction du Figaro. L'actrice Martine Sarcey est son arrière-petite-fille. Il dédie son livre Souvenirs de jeunesse à sa fille.

## Œuvres
- Le Mot et la Chose (1862) (texte en ligne)
- Le Nouveau Seigneur de village (1862)
- Castegaray, P. Grousset, A. Ranc, F. Sarcey, Bilan de l'année 1868: politique, littéraire, dramatique, artistique et scientifique (1868)
- Le Bilan de l'année (1869)
- Le Siège de Paris : impressions et souvenirs (1871) (texte en ligne)
- Paul-Louis Courier, écrivain (1876)
- Étienne Moret (1876) (texte en ligne)
- Le Piano de Jeanne ; Qui perd gagne ; Il ne faut jamais dire : fontaine...; Un ami véritable (1876)
- La Comédie-Française à Londres (1871-1879) : journal inédit d'Edmond Got et journal de Francisque Sarcey (1880) (texte en ligne)
- Comédiens et Comédiennes : notices biographiques, 1re série (1876-1877)
- Comédiens et Comédiennes : notices biographique, 2e série (1882-1884)
- Les Misères d'un fonctionnaire chinois (1882)
- Les Odeurs de Paris : assainissement de la Seine (1882) (texte en ligne)
- La Question des aliénés (1883)
- À propos des manuels (1883)
- Gare à vos yeux, sages conseils donnés par un myope à ses confrères (1884)
- Souvenirs de jeunesse (1885)
- Adeline Dullay (1889)
- Souvenirs d'âge mûr (1892)
- Le Théâtre (1893) (texte en ligne)
- Grandeur et décadence de Minon-Minette ; Pataud (1896)
- L'Assurance à la portée de tous (1897)
- Quarante ans de théâtre : feuilletons dramatiques (8 volumes, 1901-1902) (texte en ligne, tomes 1, 2, 3, 4, 5, 6 et  7)
- Journal de jeunesse de Francisque Sarcey (1839-1857), recueilli et annoté par Adolphe Brisson et suivi d'un choix de chroniques, Bibliothèque des Annales politiques et littéraires, Paris, s.d. (texte en ligne)

## Hommages
- Une rue de Malo-les-Bains (Nord) porte son nom depuis le 26 juin 1964[25].
- Un lycée général et technologique à Dourdan (Île-de-France) portait son nom : le lycée Francisque-Sarcey.
- Une rue de cette même ville porte toujours son nom.
- La rue Francisque-Sarcey (16e arrondissement de Paris) porte son nom depuis 1904.
- Une rue de Toulouse porte son nom.
- Une rue de Nanterre porte son nom, car il y résidait en villégiature[26]
- Une rue à Lesneven porte son nom, à proximité du Lycée où il a enseigné.

### Sources
- Henri Castets, La Revue encyclopédique, Larousse, 1899
- Francisque Sarcey, Journal de jeunesse, Bibliothèque des Annales, 1903édité et commenté par Adolphe Brisson
- Chantal Meyer-Plantureux (dir.), Un siècle de critique dramatique : de Francisque Sarcey à Bertrand Poirot-Delpech, Éditions Complexe, 2003

### Iconographie
- Dornac (1858-1941), Portrait de Francisque Sarcey (1827-1899), entre 1885 et 1895, photographie, Paris, musée Carnavalet (notice en ligne).
- Charles Gallot (1838-1919), Portrait de Francisque Sarcey (1827-1899),